# Fournoulès
Fournoulès ist eine Ortschaft im französischen Département Cantal in der Region Auvergne-Rhône-Alpes. Die bis zum 1. Januar 2016 bestehende Gemeinde gehörte zum Kanton Maurs und zum Arrondissement Aurillac und umfasste 7,18 km². Sie ging durch ein Dekret vom 4. Dezember 2015 in der Commune nouvelle Saint-Constant-Fournoulès auf und ist seither eine Commune déléguée. 
Nachbarorte sind Saint-Santin-de-Maurs im Südwesten, Saint-Constant im Nordwesten, Mourjou im Norden und im Osten und Saint-Santin im Süden.

## Bevölkerungsentwicklung
| Jahr      | 1962 | 1968 | 1975 | 1982 | 1990 | 1999 | 2008 | 2013 |
| --------- | ---- | ---- | ---- | ---- | ---- | ---- | ---- | ---- |
| Einwohner | 137  | 135  | 111  | 95   | 98   | 83   | 64   | 62   |